# NGC 884
NGC 884 (другие обозначения — χ Персея, OCL 353) — рассеянное звёздное скопление в созвездии Персей.
Этот объект входит в число перечисленных в оригинальной редакции Нового общего каталога.
Одно из самых известных звёздных скоплений. Составляет вместе с h Персея (NGC 869) видимую невооружённым глазом пару рассеянных звёздных скоплений, известную ещё Гиппарху. Находится на расстоянии около 7000 св. лет от Земли  Архивная копия от 9 марта 2009 на Wayback Machine.

## NGC 884 в литературе
В скоплениях h и χ Персея происходит действие романа Сергея Снегова «Люди как боги».